# کلود اولیه
کلود اولیه (به فرانسوی: Claude Ollier) نویسنده قرن بیستم میلادی اهل فرانسه است.